# Sankin-kōtai

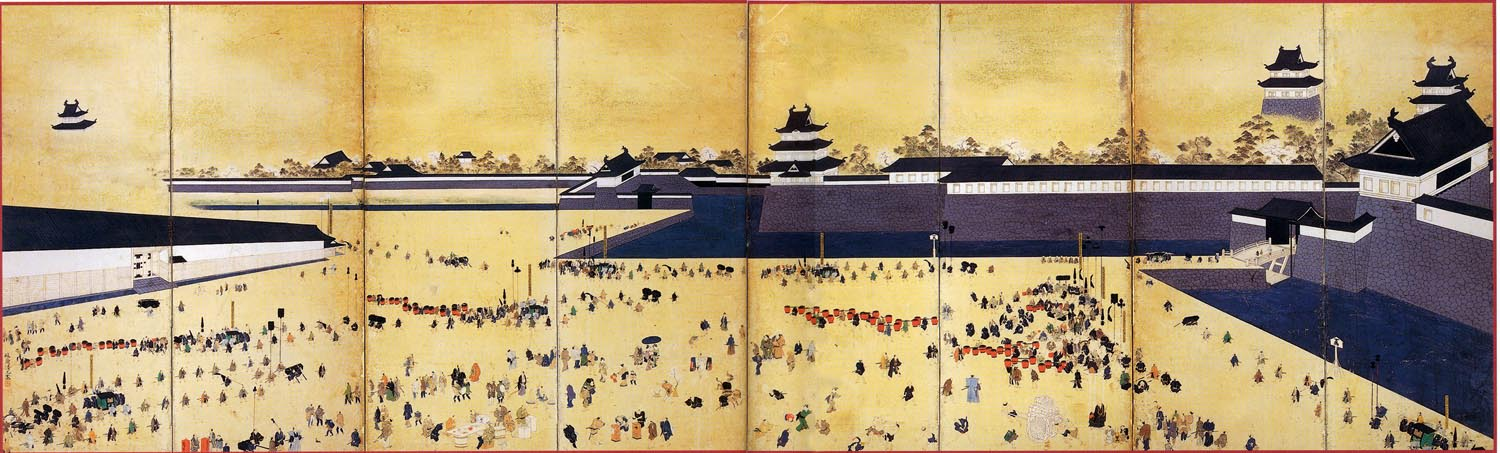
Un paravent décrivant la procession des daimyos au château d'Edo.

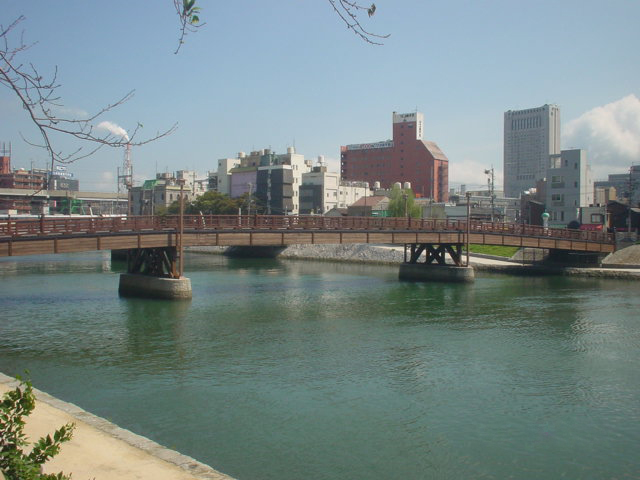
Tokiwabashi sur le Nagasaki Kaidō à Kitakyushu, utilisé pour le sankin-kōtai.

Sous l'ère Edo, le sankin-kōtai (参勤交代, littéralement « rotation de services ») était un système de résidence alternée des daimyos (大名, daimyō), qui les obligeait à passer une année sur deux à Edo et à y laisser leur femme et leurs enfants lorsqu'ils retournaient au han (藩, fief).

## Historique
Ce système existait déjà sous l'ère Muromachi mais il fut institutionnalisé en 1635. Il s'assouplit par une réforme sur les modalités de service en 1862 et connut une vaine tentative de rétablissement des anciens critères en 1865. Ses effets se caractérisent par une concentration du pouvoir, une vassalisation et un appauvrissement des daimyos.
Pour le pouvoir shogunal, cette double résidence a non seulement l'avantage d'offrir un moyen de pression sur les daimyos par la prise d'otages, mais aussi celui de peser sur leurs finances personnelles, obligés qu'ils sont de se déplacer avec leur suite entre deux résidences dont ils doivent assurer l'entretien.
Par ailleurs, les clans se concurrencent en cherchant à avoir le cortège le plus impressionnant possible, symbole de prestige. Les seigneurs recrutent ainsi des journaliers (通日雇, tōshi hiyatoi) qui ne font pas partie du clan, pour gonfler artificiellement leurs rangs. Cette pratique est à l'origine de dépenses considérables.
En outre, ce système conduit à la présence constante à Edo d'une population très importante de samouraïs oisifs. Cette gent turbulente, inoccupée, constitue une bonne partie de la clientèle du quartier des plaisirs d'Edo, le Yoshiwara.
Avec les centaines de daimyos se rendant chaque année à Edo, les processions de daimyos (大名行列, daimyō gyōretsu) étaient quasi-quotidiennes dans la capitale shogunale.
Le shogunat tenta à plusieurs reprises de limiter la taille des cortèges, notamment en 1634 et en 1721, mais sans succès.
Ce système prend fin en 1862, peu de temps avant la restauration de Meiji de 1868 et l'abolition du système han en 1871.

## Aspects connexes
C'est pendant l'ère Edo que le shogun Tokugawa développe les cinq routes principales destinées à renforcer le contrôle du pays, les Gokaidō (les « cinq grandes routes »). Les deux plus connues sont celles qui relient Edo (où réside le shogun) et Kyōto (où réside l'empereur) : ce sont le Tōkaidō, qui longe le littoral, et le Kiso Kaidō (appelé aussi Nakasendō), qui passe par l'intérieur des terres. Des logements spéciaux, les honjin (本陣), étaient à la disposition des daimyos pendant leurs voyages.